# Ernst-Eberhard Hell
Ernst-Eberhard Hell (Stade, 19 settembre 1887 – Wiesbaden, 15 settembre 1973) è stato un generale tedesco della Wehrmacht durante la seconda guerra mondiale.

## Biografia
Hell entrò a far parte dell'esercito imperiale tedesco il 1º marzo 1906 come cadetto nell'11º reggimento d'artiglieria di stanza a Kassel. Dopo essere stato promosso tenente il 16 agosto 1907, ottenne la possibilità di frequentare un corso per ufficiali dal 1 ° ottobre 1909 al 17 dicembre 1912 presso l'Accademia tecnica militare di Charlottenburg. Venne in seguito trasferito al 33º reggimento d'artiglieria da campo col quale prese parte alla prima guerra mondiale, prendendo parte alle battaglie sul fronte occidentale.
L'8 ottobre 1914, Hell venne promosso primo tenente. Da maggio a metà giugno 1915, ricoprì il ruolo di capo di una batteria d'artiglieria nella zona delle Argonne, per poi essere trasferito al reparto trasmissioni militari tedesche nell'Impero ottomano. Venne promosso capitano il 18 ottobre 1915 ed il 16 marzo 1916 fece ritorno in Germania dove ricoprì altri incarichi di comando.
Venne assunto nel Reichswehr e trasferito al 6º reggimento d'artiglieria d'istanza ad Hannover dal 1º aprile 1922. Il 1º ottobre 1924, Hell venne infine nominato comandante dell'11ª batteria del 6º reggimento d'artiglieria.
Prima dell'inizio della seconda guerra mondiale, Hell venne nominato comandante della 269ª divisione di fanteria che guidò nella campagna occidentale. Venne quindi nominato comandante della 15ª divisione di fanteria dal 12 agosto 1940 al 7 gennaio 1942. Gli venne quindi assegnato il comando del 7º corpo d'armata. Il 28 febbraio 1942 Hell venne promosso al rango di generale d'artiglieria.
Dall'agosto 1944 cadde prigioniero dei sovietici. Durante il periodo di prigionia, collaborò col Comitato Nazionale per la Germania Libera e alla fine del 1944 fece parte di un gruppo di 50 generali tedeschi che firmarono nell'Unione Sovietica la cosiddetta "Chiamata An Volk und Wehrmacht" dell'8 dicembre 1944, in cui essi invitavano la popolazione e l'esercito tedeschi a prendere le distanze dalla leadership nazista e porre fine alla guerra.
L'8 ottobre 1955 fu rilasciato dalla prigionia e ritornò in Germania ove visse sino alla fine dei suoi giorni.